# معهد البحوث الاجتماعية
معهد البحث الاجتماعي (بالألمانية: Institut für Sozialforschung) هو منظمة بحثية لعلم الاجتماع والفلسفة القارية والمعروف بالموطن المؤسسي لمدرسة فرانكفورت والنظرية النقدية.

## التاريخ

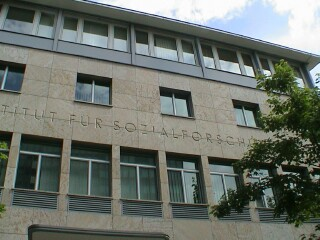
المبنى الحالي لمعهد البحوث الاجتماعية ، في Senckenberganlage 26 في فرانكفورت

تأسس المعهد في مدينة فرانكفورت في أم ماين في ألمانيا عام 1923 وقد كان (وفي عام 2005 مرة أخرى) تابعًا لجامعة فرانكفورت أم ماين. وقد تم إنشأه بواسطة فيليكس ويل وطالب الفلسفة الماركسي كارل كورش وأيضًا بواسطة هبات تم منحها من والد ويل الثري هيرمان ويل.
توفي مديرها الأول، كورت ألبرت غيرلاخ ، قبل أن يترك بصمته، وسرعان ما تبعه كارل جرونبيرج ، المؤرخ الماركسي الذي جمع زملائه الماركسيين «الأرثوذكس» في المعهد، بمن فيهم تلميذه السابق هنريك غروسمان وتبعه جرونبرج المؤسس المشارك فريدريش بولوك.
بعد نوبة قلبية ولكنها لم تودي بحياته تخلف غرونبيرج في عام 1930 من قبل ماكس هوركهايمر ثم سرعان ما أصبح هوركهايمر الروح المرشدة لمدرسة فرانكفورت وهي عبارة عن مجموعة من المفكرين الذين ولدوا تحت إدارته في المعهد. حرّر هوركهايمر مجلة المجموعة Zeitschrift für Sozialforschung (مجله للبحوث الاجتماعية) وكتب مقالات تحدد النظرية النقدية للمجتمع.
دفع التأثير المتزايد للنازيين المؤسسين إلى اتخاذ قرار في شهر سبتمبر عام 1930 بالاستعداد لنقل المعهد من ألمانيا ، من خلال إنشاء فرع في جنيف في سويسرا ونقل الأموال إلى هولندا و في عام 1933 ، بعد نهوض هتلر ، غادر المعهد ألمانيا متوجهاً إلى جنيف ثم انتقل في عام 1934 إلى مدينة نيويورك و في نيويورك أصبح المعهد تابعًا لجامعة كولومبيا ، وأعيد تسمية مجلة المعهد Zeitschrift für Sozialforschung (مجلة للبحوث الاجتماعية) إلى اسم دراسات في الفلسفة والعلوم الاجتماعية وقد بدأ العمل المهم لمفكري مدرسة فرانكفورت بالظهور ومن المحتمل أن يكون مقر المعهد في نيويورك مسؤولاً بشكل جزئي عن الاستقبال الإيجابي لهذا العمل في الأوساط الأكاديمية الأمريكية والإنجليزية.
أُعيدَ افتتاح هذا المعهد في عام 1951 في فرانكفورت تحت إشراف بولوك.
كان المعهد مؤسسة بحثية، كما كان خلال فتراته في فرانكفورت مصدرًا لتعليم علم الاجتماع في جامعة فرانكفورت و المدير الحالي للمعهد بالإنابة هو فرديناند سوترلوتي ، الذي تبع أكسل هونيث الذي تولى الإدارة من عام 2001 إلى 2018.

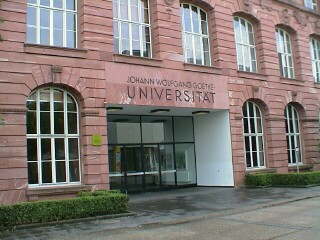
جامعة فرانكفورت ام ماين

## روابط خارجية
- معهد البحوث الاجتماعية[وصلة مكسورة] (بالألمانية)
- تاريخ معهد البحوث الاجتماعية (بالألمانية)
- تنزيل Zeitschrift für Sozialforschung (1932-1941) ، مجلة معهد البحوث الاجتماعية نسخة محفوظة 17 يوليو 2021 على موقع واي باك مشين. (بالألمانية)